# Blum-Micali-Generator
Der Blum-Micali-Generator ist ein von Manuel Blum und Silvio Micali entwickelter kryptographisch sicherer Zufallszahlengenerator.

## Prinzip
Der Generator basiert auf einer generischen Konstruktion von Blum und Micali, die eine Einwegpermutation {\displaystyle f\colon M\to M} und ein Hardcoreprädikat {\displaystyle B} für {\displaystyle f} benötigt. Ein Hardcoreprädikat ist eine Funktion {\displaystyle B\colon M\to \{0,1\}} mit der Eigenschaft, dass es praktisch unmöglich ist, aus {\displaystyle f(x)} das Bit {\displaystyle B(x)} zu berechnen. Aus einem zufälligen Startwert {\displaystyle x_{0}\in M} wird zuerst durch die Vorschrift {\displaystyle x_{i+1}=f(x_{i})} eine Folge abgeleitet. Die Folge der zufälligen Bits ist dann die Folge {\displaystyle B(x_{i})}.

## Konstruktion
Bei der konkreten Konstruktion wird als Einwegpermutation die diskrete Exponentiation genutzt. Als Parameter wird zuerst eine Primzahl {\displaystyle p} gewählt, die eine zyklische Gruppe {\displaystyle \mathbb {Z} _{p}^{*}} festlegt. Aus dieser multiplikativen Gruppe wird ein zufälliges Element {\displaystyle g} gewählt, das auch gleichzeitig ein Generator ist (da die Wahrscheinlichkeit, dass die 1 gewählt wird, vernachlässigbar klein ist).
Die Funktion {\displaystyle f} ist nun die diskrete Exponentiation {\displaystyle f(x)=g^{x}\ {\bmod {\ p}}}. Sie ist eine Permutation, da sowohl {\displaystyle x} als auch  {\displaystyle g^{x}} in {\displaystyle \mathbb {Z} _{p}^{*}} liegen und {\displaystyle g} ein Generator ist.
Ausgehend von einem zufälligen {\displaystyle x_{0}} wird nun wie oben beschrieben mittels {\displaystyle f} eine Folge {\displaystyle x_{i+1}=f(x_{i})=g^{x_{i}}\ {\bmod {\ p}}} definiert. Das benötigte Hardcoreprädikat für {\displaystyle f} ist die Funktion {\displaystyle B(x)}, die 1 ausgibt, falls {\displaystyle x<{\frac {p-1}{2}}}, und 0 sonst. Die vom Generator erzeugte pseudozufällige Bitfolge ist also {\displaystyle B(x_{i})}.

## Sicherheit
Das Verfahren ist beweisbar sicher unter der Annahme, dass es schwierig ist, diskrete Logarithmen zu berechnen. Wenn ein Algorithmus ein Bit {\displaystyle B(x_{i})} dieser Folge mit Wahrscheinlichkeit besser als {\displaystyle 1/2} vorhersagen kann, so kann daraus ein Algorithmus konstruiert werden, der in der Gruppe {\displaystyle \mathbb {Z} _{p}^{*}} in probabilistischer Polynomialzeit diskrete Logarithmen berechnen kann.